# Nesospiza acunhae
Nesospiza acunhae là một loài chim trong họ Thraupidae.